# 雲林縣 (清朝)
雲林縣（1887年－1895年），是臺灣清治末期的一個縣級行政區劃。1887年（光緒十三年）創立之際，原嘉義縣北港溪以北、彰化縣濁水溪以南拆分而出，轄區北至濁水溪，南至牛稠溪（今北港溪），東至中央山脈分水嶺，約當今之雲林縣全部及南投縣西南部。
1895年（光緒二十一年），臺灣依《馬關條約》割讓予日本，雲林縣廢止。
雲林縣的縣治最初設在沙連堡林圯埔近郊的九十九崁雲林坪（今南投縣竹山鎮）上，故將縣名取作雲林縣，但後來由於交通等因素，於光緒十九年（1893年）將縣治移到了斗六門（今雲林縣斗六市）。

## 行政區劃
1894年（光緒二十年），雲林縣下轄十五堡：
- 斗六堡
- 大槺榔東堡
- 蔦菘北堡
- 尖山堡
- 海豐堡：麥藔街、寒貞藔、三姓藔、草藔庄、南公館、番仔藔、火燒牛稠、阿芹厝、湖仔內、新興庄、馬山厝、普寧厝、圳頂庄、呂祖厝、頂山藔、下山藔、什張犂、王爺埔庄、崙仔頂庄、五條港、海口厝、瓦厝庄、鹽埔庄、頂客厝庄、蚊港庄、新泉州厝、舊泉州厝、澄海厝、興化藔、單塊厝、後厝庄、圳頭厝、劉厝庄、鷺兒潭、新許厝藔、舊許厝藔、康郎腳庄、五塊厝庄、六塊厝庄、埔尾庄、昌南庄、後安藔、巫厝庄、鹽田庄、丘厝庄、三塊厝、溪頂庄、牛埔頭庄、東勢厝、光豸藔、外湖庄、火燒藔、瓦磘庄、坑園藔、楊厝藔、沙崙後、雷厝庄、江厝庄、頂許厝藔、三姓庄、中山庄、新打埔、橋頭庄、施厝藔、大牛稠、蘇厝庄、南社、菁埔庄
- 他里霧堡
- 西螺堡
- 白沙墩堡
- 大丘田東堡
- 溪洲堡
- 沙連堡
- 打貓東堡
- 打貓北堡
- 布嶼東堡
- 布嶼西堡